# エキピロティック宇宙論
エキピロティック宇宙論（エキピロティックうちゅうろん(Ekpyrotic universe,エキピロティックとはギリシャ語の「大火」の意)）とは、Khoury, Ovrut, スタインハート, Turokらによって提唱された宇宙論モデルである。
ビッグバンのエネルギー生成のメカニズムは、高次元時空にうかぶ3次元のブレーンワールド同士の衝突によって生じるとする。